# تأثير تنكربيل
تأثير تنكربيل هي الترجمة العربية لمطلح تنكربيل إفكت (Tinkerbell effect) الاميركي المستعمل في الفلسفة ومجالات أخرى مثل علوم الاجتماع والنفس والذي يدل على وجود ظواهر تعتبر حقيقية مع انها من مخيلة البشر. وبالتالي، لا يمكن لهذه المظاهر ان تبقى الا لأن الناس تتخيلها. تماما مثل شخصية تنكربيل في قصص بيتر بان التي ألفها جيمس ماثيو باري اذ لا يمكن لها ان تكون حقيقة الا عندما يؤمن بها الناس.
ومن المصطلحات الموازية لها مصطلح «تأثير تنكربيل المعكوس» والذي يدل على حالة انكفاء ظاهرة ما بسبب الايمان المفرط بها. فمثلا، الاعتقاد المتزايد بسلامة قيادة السيارات يجعل السائقين متهورين مما ينتج عنه زيادة الحوادث، بالتالي يجعل القيادة غير آمنة. 

## التطبيقات
لمصطلح تأثير تنكربيل العديد من التطبيقات في مجالات مختلفة.

### في مفهوم الحركة
استعمل فرانك دورغن مصطلح تأثير تينكربيل في دراساته حول تحري تحركات البشر ليناقش فكرة ان الإدراك الحسي يعتمد على معلومات أكثر مما تجمعه الأعضاء الحسية الخمس. وبالتالي، رفض فكرة ان الإدراك البصري يعتمد على الترجمة المباشرة للمعلومات المستقاة من البصر. مما جعله يطرح فكرة أنه هناك خلل في عملية ترجمة المرئيات إلى معلومات ادراكية وبالتالي، ما ندركه لا يماثل الواقع بشكل مباشر. فالعقل يتلقى معلومات هائلة من الحواس مما يجبره ان يلخص ما لا يفهمه بمعلومات معروفة أي، بمعنى اخر، انه يعتمد على الخيال.

### في الإصلاح التربوي
استعمل دايفد باريس مصطلح تأثير تنكربيل لشرح التضارب الذي حصل في مبادرات الإصلاح التربوي والتي  ردها إلى تعارض ما يفرضه الإصلاح على مستوى الدولة مع ما تقوم به المدارس على ارض الواقع.

### في قاعدة القانون
استعمل كاميرون ستيوارت المصطلح ليدل على حالة قبول الناس في ديمقراطيات الغرب لقواعد القانون دون مجادلة أو تفكير مع ان الدولة نفسها تجل خرقه.

## روابط خارجية
- في سوس، كم من المال يوجد على الأرض؟، 2013.04.23. A video. فيديو يشرح الاستعمالات المختلفة لتأثير تنكربيل.